# Фрост, Дженни
Дже́ннифер «Дже́нни» Фрост (англ. Jennifer "Jenny" Frost, род. 22 февраля 1978) — британская актриса, певица, телеведущая и модель.
Известна как участница группы Precious и вокалистка Atomic Kitten (заменила Керри Катону) с 2001 по 2008 год. Также является ведущей программы Snog Marry Avoid?.

## Биография

### Ранняя жизнь
Фрост родилась в Валласее, Мерсисайде и выросла в Манчестере.
С раннего детства увлекалась музыкой. Также любимыми занятиями для Фрост были спорт и танцы, однако больше всего она мечтала работать моделью.
После учёбы в школе «St Monica’s High School» она начала работать на телевидении BBC.

### Музыкальная карьера
Дженни Фрост пела в группе Precious.

### Сольная карьера
После раскола Atomic Kitten, Фрост начала сольную карьеру и выпустила свой первый сингл «Crash Landing» 10 октября 2005 года. Он достиг 49 места чарта в Великобритании, но ему так и не удалось войти в Top 40.
В 2009 году Фрост заявила, что не хотела продолжать свою сольную работу в музыке, и вернулась в группу.

### Телевидение
После недолгого воссоединения Atomic Kitten в 2008 году, Фрост заявила, что хочет сосредоточиться на телевидении. С июля 2008 года она ведёт очень успешную программу «Snog Marry Avoid?» на телеканале BBC Three. Второй сезон был показан в феврале 2009 года, третий сезон в феврале 2010 года. Четвёртый сезон вышел в эфир в начале 2011 года.
В январе 2011 года она участвовала в программе «Famous and Fearless» на канале Channel 4.
С августа по декабрь 2011 года она вела программу «OK! TV» на канале Channel 5 вместе Джеффом Брайзером.

### Личная жизнь
В 2002—2010 года Дженни была помолвлена с диджеем Домиником Траппом. В этих отношениях Фрост родила своего первенца — сына Каспара Джейя Траппа (род.09.10.2007).
С 14 августа 2011 года Дженни замужем за бизнесменом Висентом Хуаном Спитери. В этом браке Фрост родила своих второго и третьего детей — дочерей-близнецов Блейк Спитери и Нико Спитери (род.20.01.2013).